# Кёстингер, Элизабет
Элизабет Кёстингер (нем. Elisabeth Köstinger; р. 22 ноября 1978 года, Вольфсберг, Каринтия) — австрийский политик, депутат Европарламента от Австрийской народной партии с 2009 года. Федеральный министр сельского хозяйства, лесного хозяйства, окружающей среды, водного хозяйства и туризма с 18 декабря 2017 года, в кабинете Себастьяна Курца.

## Образование
Окончила начальную и среднюю школу в Санкт-Пауль-им-Лафантталь, колледж в Вольфсберге. С 2003 года получает образование в Альпийско-Адриатическом университете Клагенфурта по специальности «журналистика и коммуникации».

## Карьера
В 2009 году избрана депутатом Европарламента от Австрийской народной партии. Продлила свой мандат в 2014 году.

## Личная жизнь
Не замужем.